# Banská Bystrica
Banská Bystrica ([ˈbanskaː ˈbistritsa]ⓘ, en alemán: Neusohl; en húngaro: Besztercebánya; en latín: Neosolium) es una ciudad de Eslovaquia situada a orillas del río Hron. Según el número de habitantes es la tercera en Eslovaquia.
La ciudad es capital de la Región de Banská Bystrica (Banskobystrický kraj) y es la ciudad principal del distrito homónimo.  
Históricamente ha sido un importante centro minero desde la Edad Media y alberga numerosos monumentos de gran riqueza histórica y artística.

## Historia
La primera mención de la ciudad data de 1255, cuando el rey coetáneo, Bela IV de Hungría, aceptó la ciudad y le otorgó el poder establecer las leyes propias a la ciudad y establecer la industria minera simple. Sobre todo había cobre, hierro y plata.
En los siguientes años los alemanes formaban una gran parte de los habitantes que fueron atraídos por la riqueza minera.
En el año 1494, las adineradas familias Fugger y Thurzo fundaron la compañía Ungarischer Handel (Comercio Húngaro en alemán). Esta empresa creció, hasta el siglo XVI en el cual fue una de las mayores y de las más avanzadas de minería.
Después, cuando los ejércitos del Imperio otomano empezaron a pasar por Hungría (el año 1519), se ordenó fortalecer la ciudad. 
La ciudad, como un centro protestante, fue un foco del conflicto entre los húngaros, los turcos y también con el papal. En 1620 se coronó aquí el príncipe húngaro, Gabriel Bethlen. Después, la ciudad siguió siendo importante como la tercera mayor en Eslovaquia según el número de gremios.
La conexión ferroviaria con la ciudad de Zvolen se construyó en el año 1873.
Durante la Segunda Guerra Mundial, Banská Bystrica tuvo un papel importante en la oposición al nazismo, al empezar allí el Levantamiento Nacional Eslovaco (Slovenské Národné Povstanie) de 1944.
Desde 1950 ha sido una importante ciudad universitaria. En 1992 se fundó la que es la universidad más grande de la ciudad, la Universidad Matej Bel.

## Demografía
| Año        | 1994   | 2004    | 2014    | 2024    |
| ---------- | ------ | ------- | ------- | ------- |
| Población  | 84 741 | 81 704  | 79 027  | 73 533  |
| Diferencia |        | −3,58 % | −3,27 % | −6,95 % |

| Año        | 2023   | 2024    |
| ---------- | ------ | ------- |
| Población  | 74 065 | 73 533  |
| Diferencia |        | −0,71 % |

## Galería

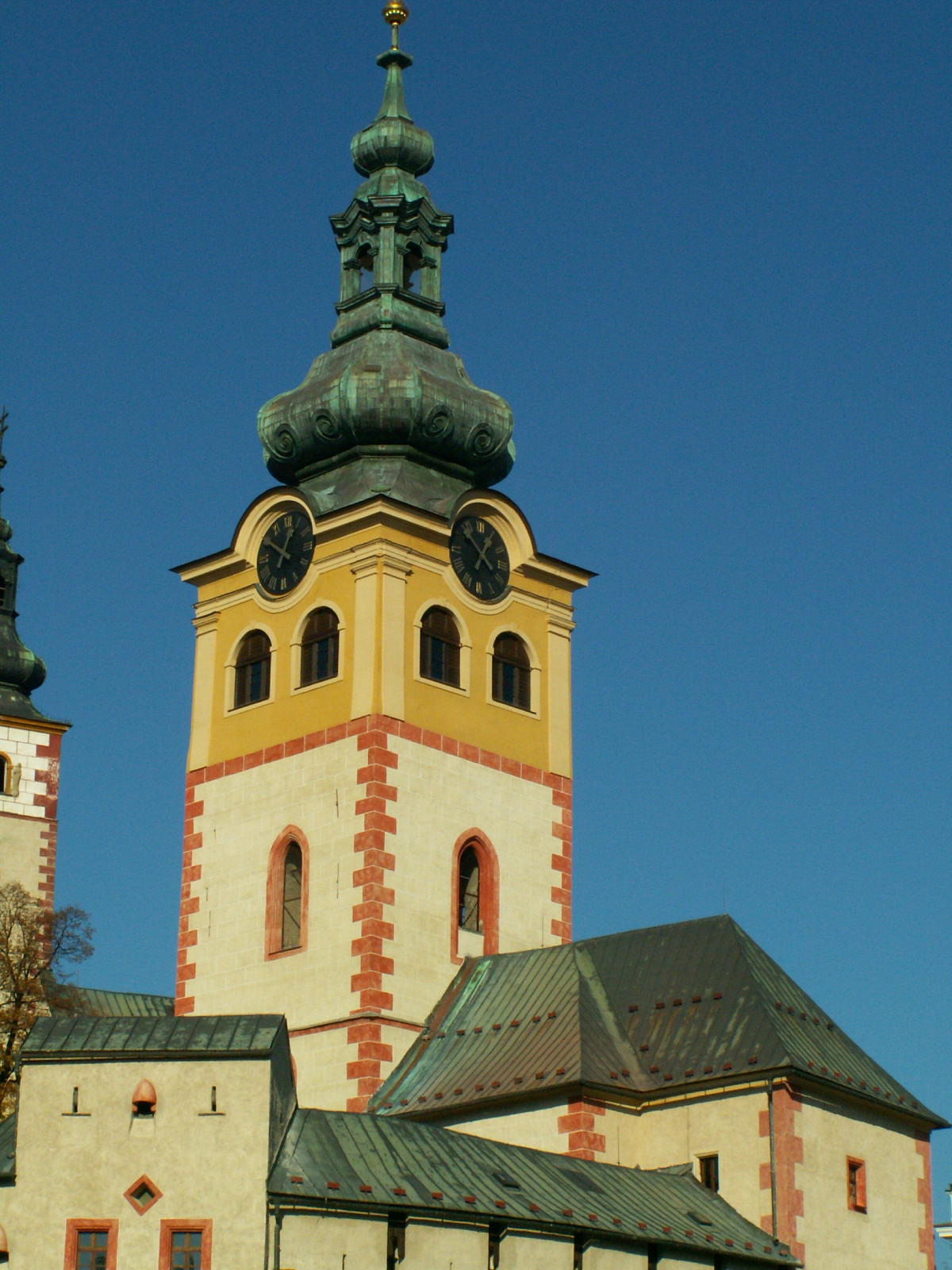
Castillo de Banská Bystrica.
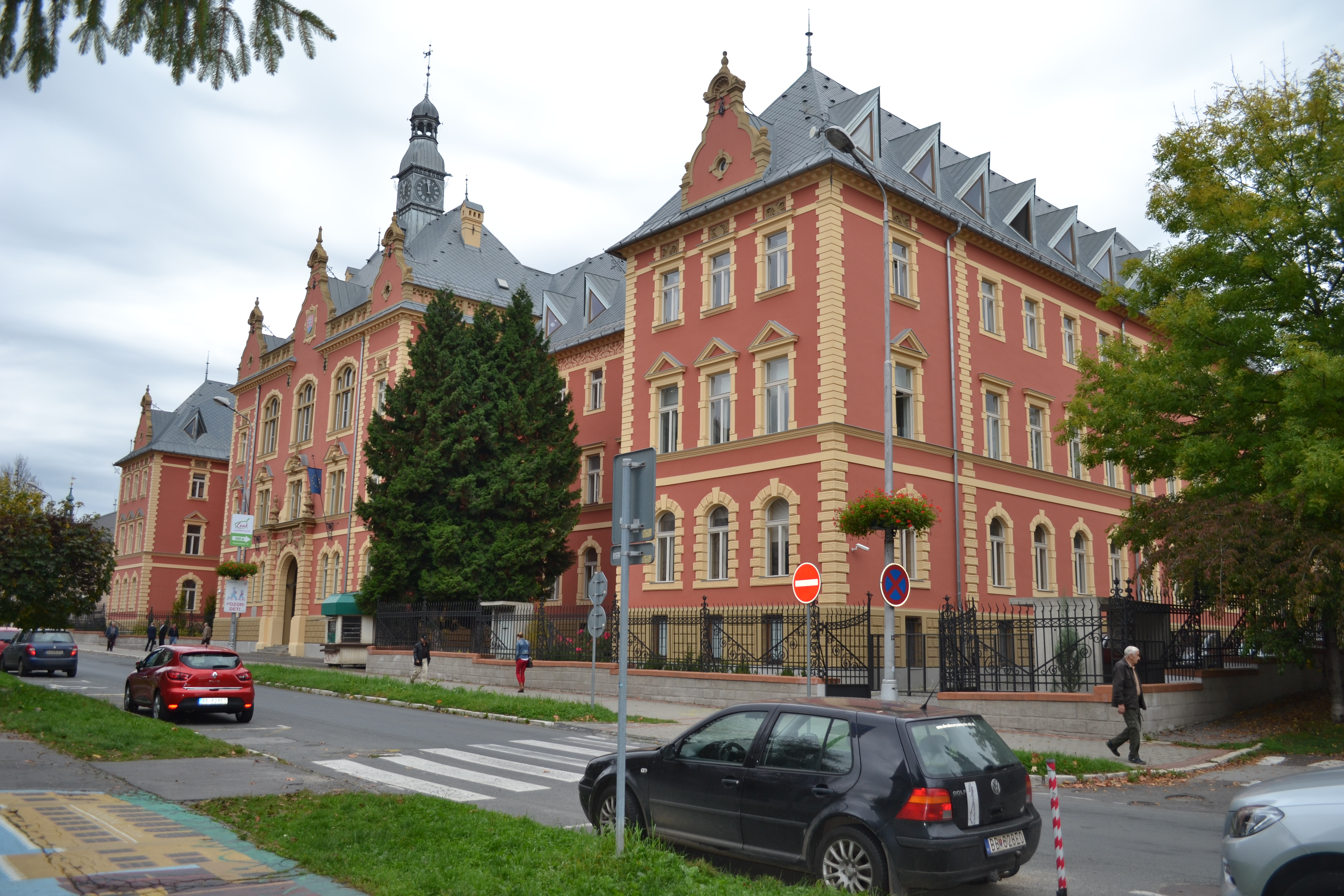
Juzgado de Banská Bystrica.
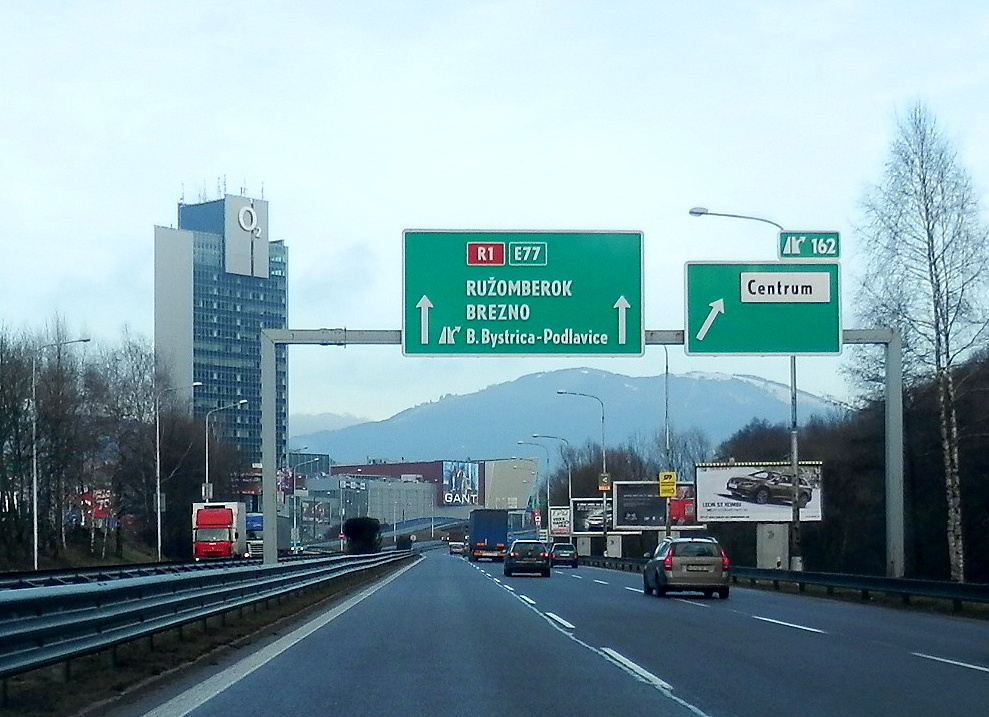
La carretera hacia la ciudad. Se vee Europa Shopping & Business center.
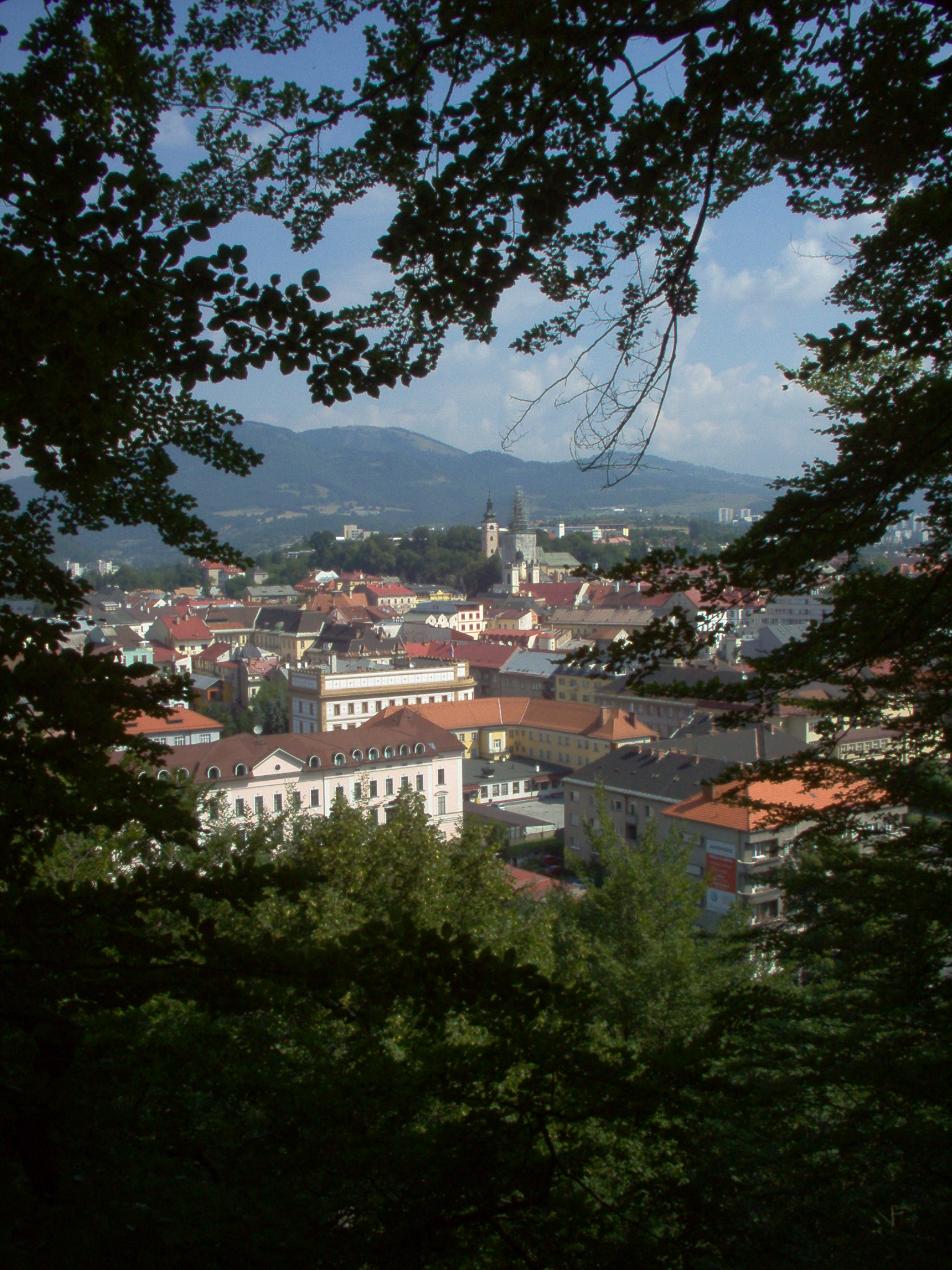
Vista del casco histórico desde la colina Urpín.
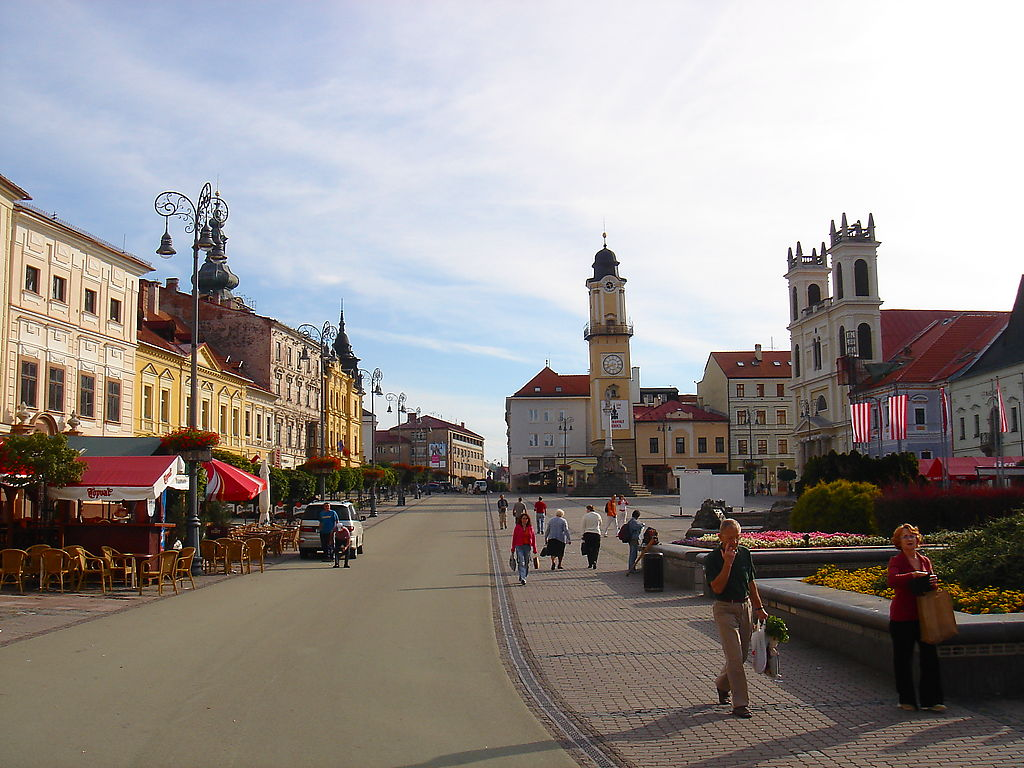
Plaza del Levantamiento Nacional Eslovaco, Banská Bystrica.
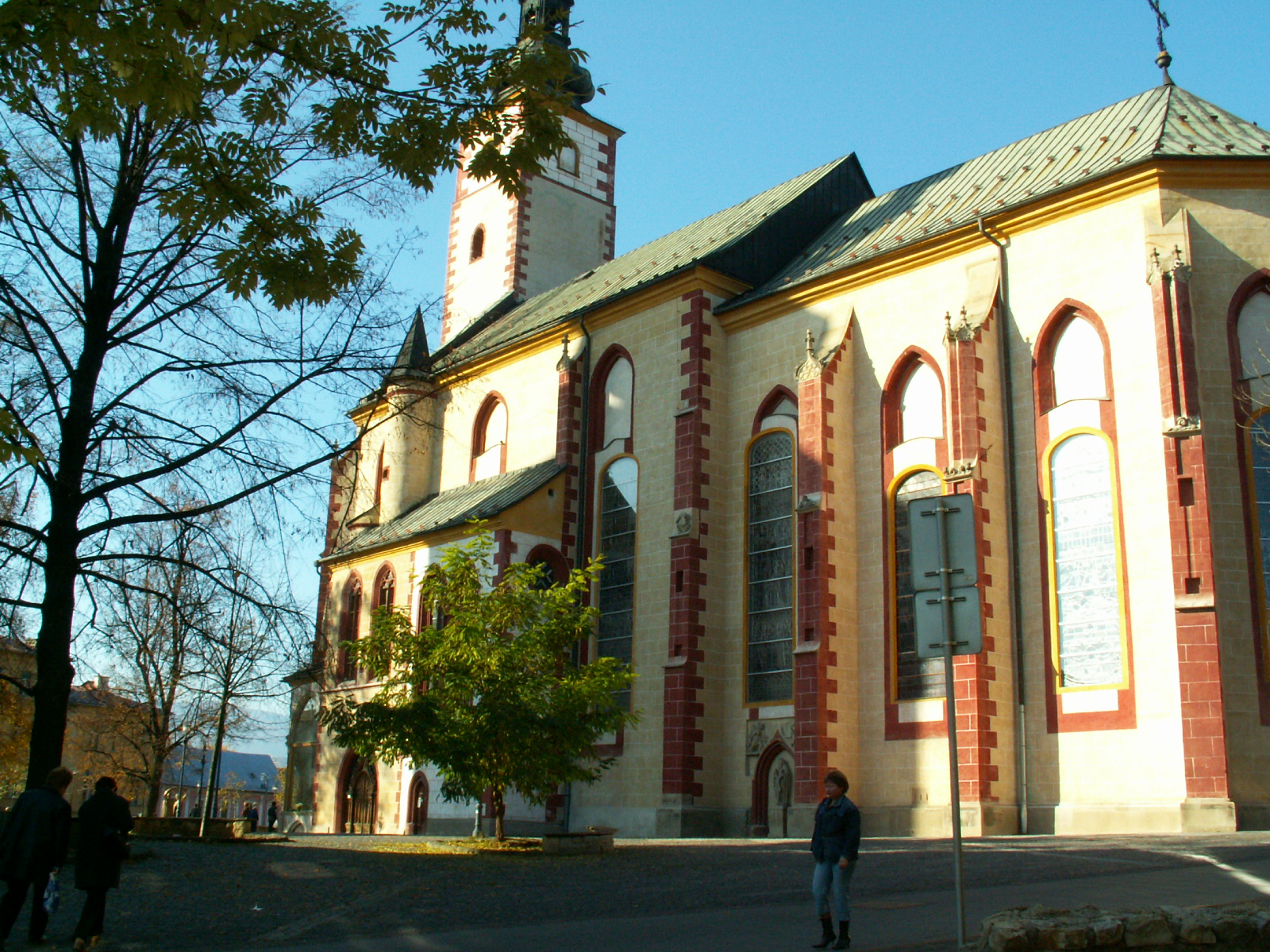
Iglesia de la Santa Cruz.
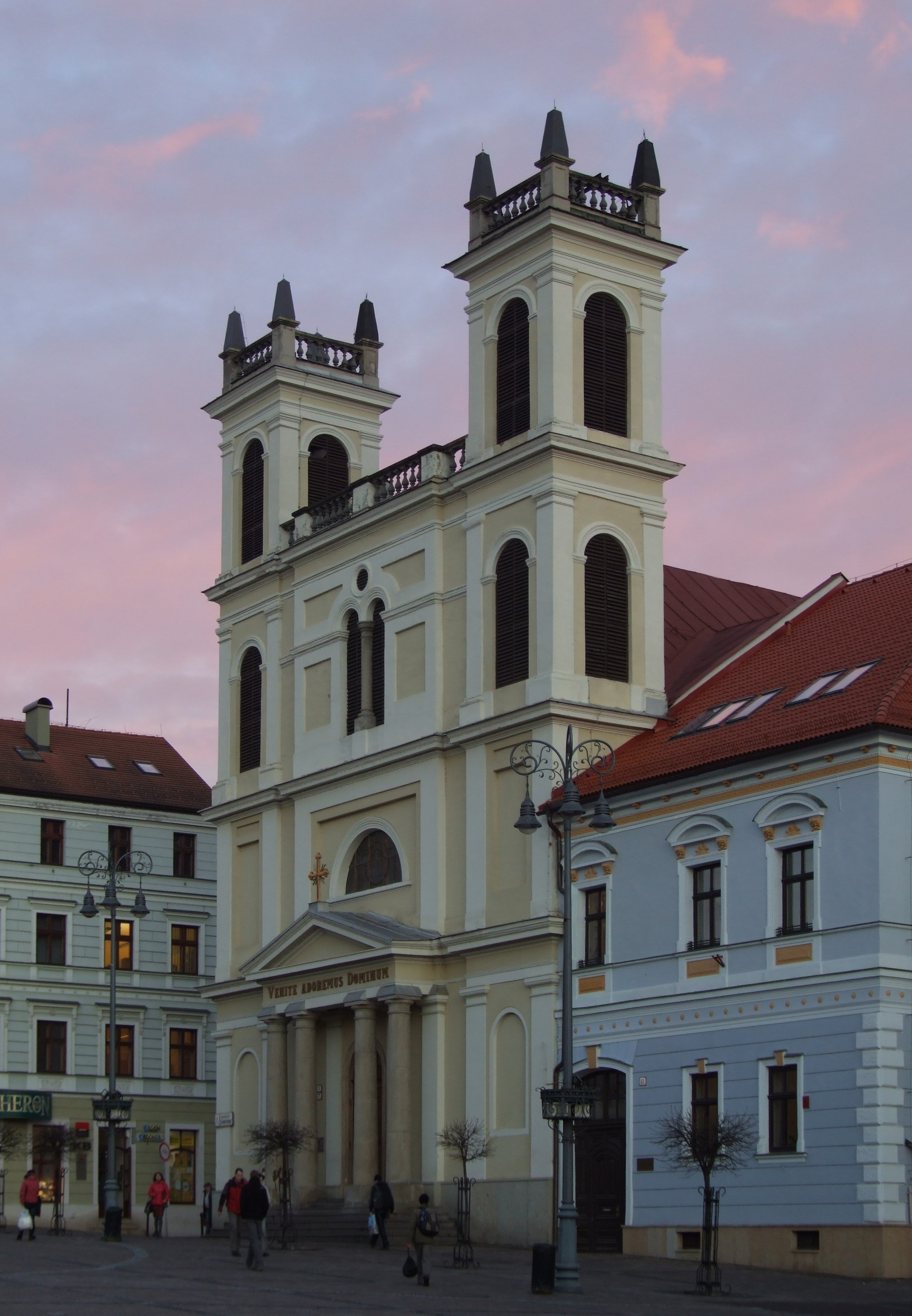
Iglesia de San Francisco Javier.
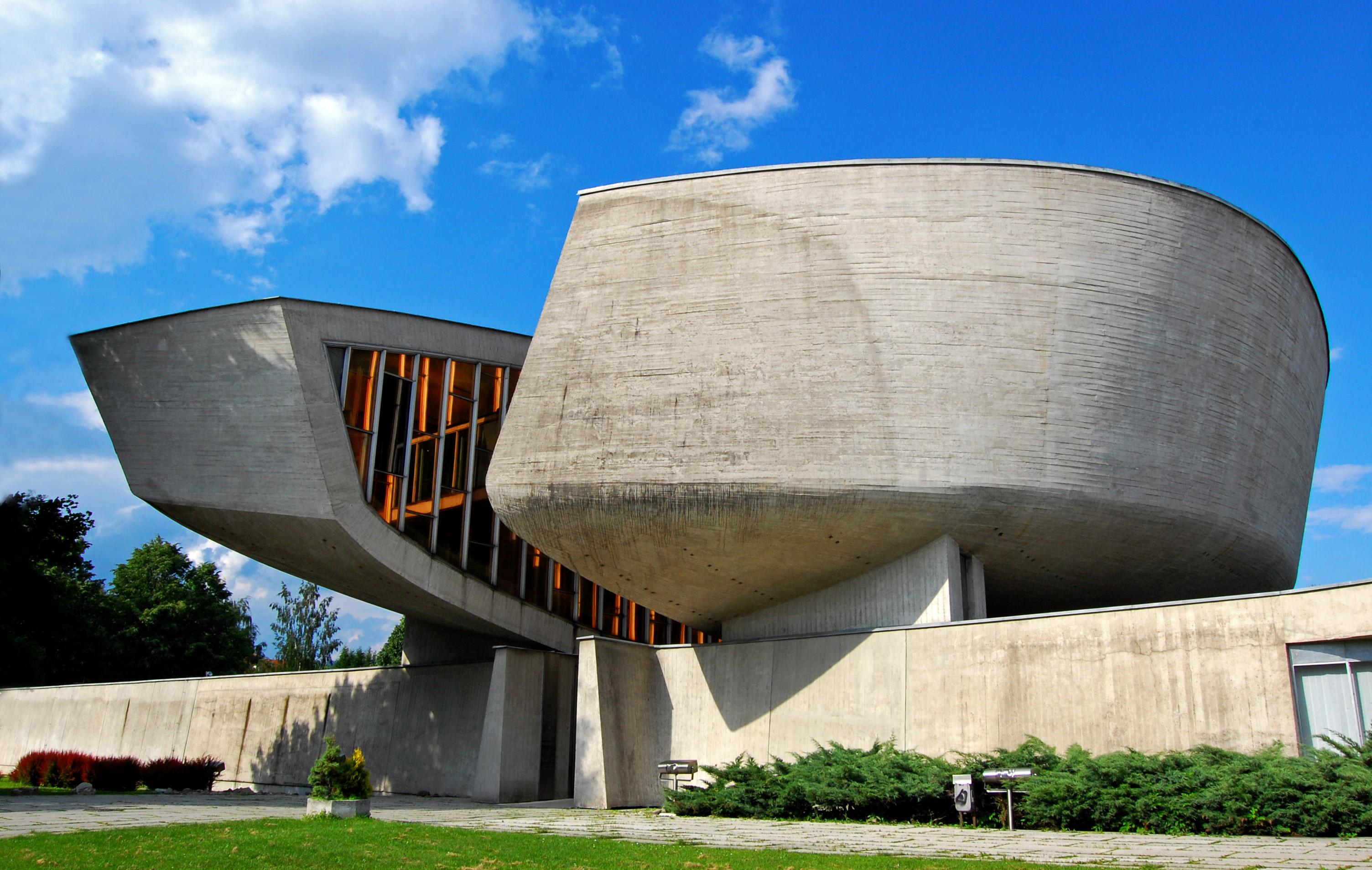
El Museo del Levantamiento Nacional Eslovaco.
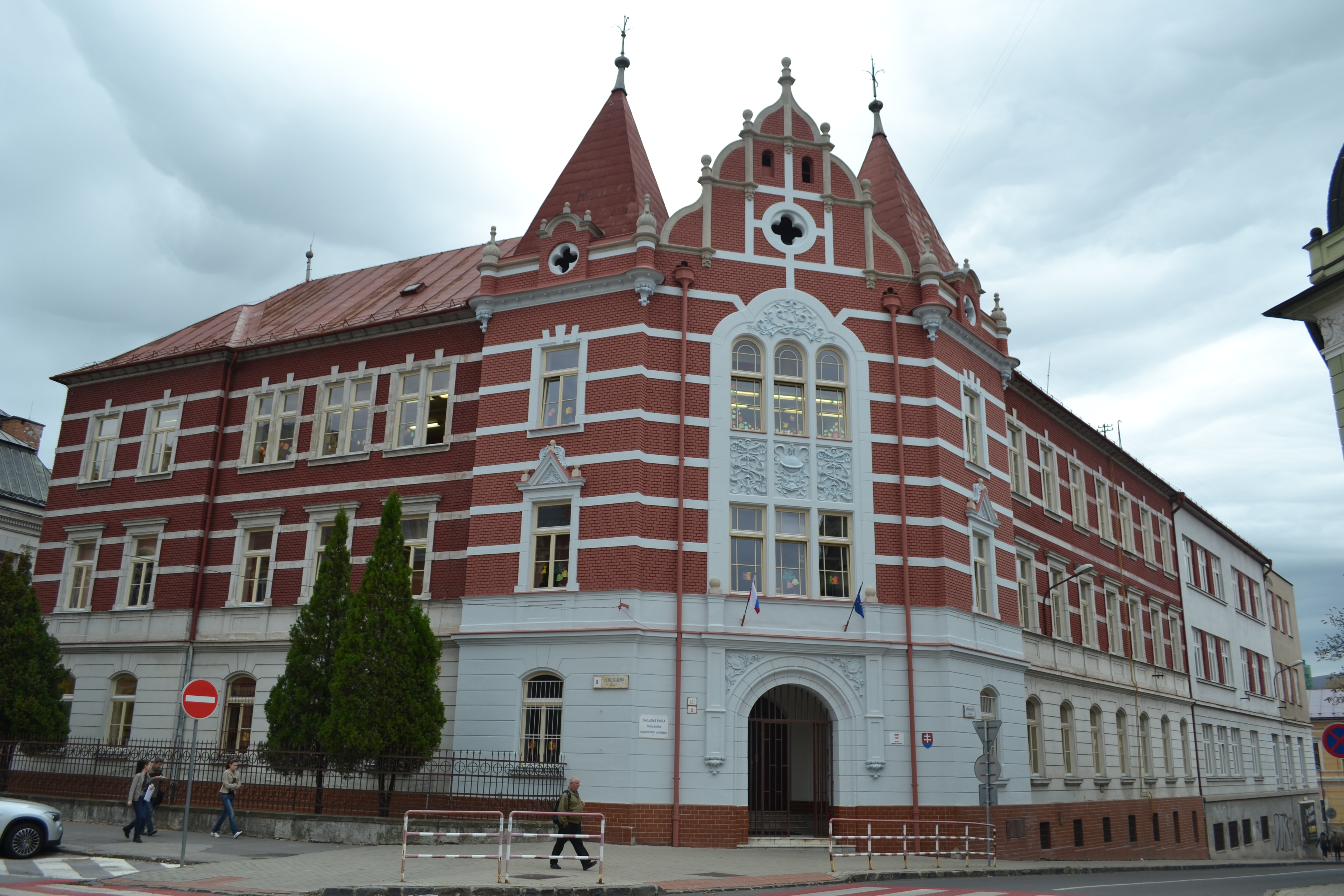
La escuela elementaria ZŠ Slobodného slovenského vysielača.
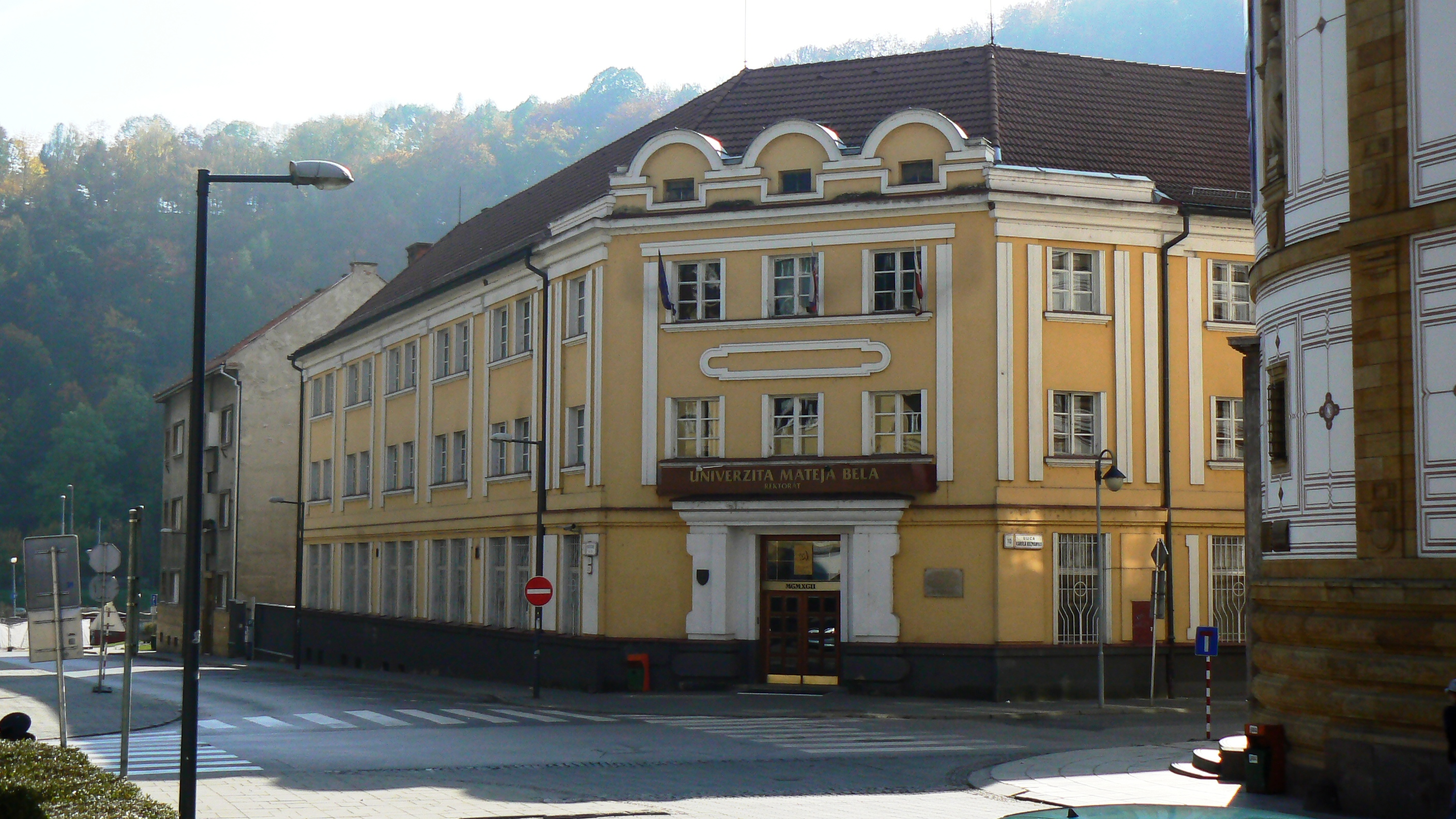
Donde reside el director de la Universidad Matej Bel.